# Åtte
Åtte er en mindre bebyggelse i Sydjylland, beliggende i Føvling Sogn. Bebyggelsen ligger i Vejen Kommune og tilhører Region Syddanmark.
Åtte ligger i kanten af Kongeådalen lige nedenfor det fredede område Åtte Bjerge.